# Werner Greuter
Werner Rodolfo Greuter, född 27 februari 1938 i Genua, Italien, är en schweizisk botaniker och universitetslärare.
Auktorsnamnet Greuter kan användas för Werner Greuter i samband med ett vetenskapligt namn inom botaniken; se Wikipediaartiklar som länkar till auktorsnamnet.